# Charlotte Kool
Charlotte Kool (Blaricum, 6 mei 1999) is een Nederlands wielrenster.

## Carrière
In 2018 en 2019 reed Kool voor het clubteam GRC Jan Van Arckel. In 2018 won ze een etappe tijdens het Wielerweekend Roden. Ze won na een massasprint en stond op het podium met Lonneke Uneken en Femke Markus. Ze won later dat jaar ook de Wielerronde Noordeloos, opnieuw in een massasprint en ditmaal voor Danique Braam en Bente van Teeseling. Een jaar later werd ze tweede in de MerXem Classic, de eerste keer dat ze in een UCI-koers op het podium stond. Kopecky won de koers, Rivera werd derde.
In 2020 maakte Kool de overstap naar een profploeg, NXTG Racing. Dat jaar werd ze tweede na haar latere ploeggenote Wiebes in de GP Euromat, maar wist ze geen koers te winnen. Voor deze ploeg won ze wel in 2021 de GP van Isbergues (voor Balsamo en van der Hulst), een etappe in de Baloise Ladies Tour (voor Balsamo en Guarischi) en Oevel-Westerlo (voor Wollaston en Docx). Ze werd daarnaast ook tweede in de Drentse Acht van Westerveld na van den Broek-Blaak en de Grand Prix de Plumelec-Morbihan na Consonni.
Voor 2022 stapte Kool over naar de World Tour-ploeg Team DSM. Voor deze ploeg won ze in 2022 de GP Eco-Struct voor Barbieri en haar ploeggenote Wiebes en de derde etappe in de Simac Ladies Tour, opnieuw voor Wiebes. Ze stond dat jaar ook drie keer op het podium in de Ronde van Italië, met een tweede plek in de derde en de vijfde etappe en een derde plek in de tweede etappe. In augustus 2024 won ze de eerste twee etappes van de Ronde van Frankrijk voor vrouwen 2024, die dat jaar in Nederland startte. Ze reed twee dagen in het geel en nog drie dagen extra in het groen van het puntenklassement.
Medio augustus 2025 maakte Kool de overstap van Team Picnic PostNL naar Fenix-Deceuninck.

## Palmares
2018
1e etappe Wielerweekend Roden (ploegentijdrit) (geen UCI-zege)
2e etappe Wielerweekend Roden (geen UCI-zege)
Wielerronde Noordeloos (geen UCI-zege)
2021
2e etappe a Baloise Ladies Tour
Grote prijs BNS Technics - groep T.O.M.  (geen UCI-zege)
GP d'Isbergues
2022
GP Eco-Struct
3e etappe Simac Ladies Tour
2023
1e en 4e etappe Ronde van de Verenigde Arabische Emiraten
Puntenklassement Ronde van de Verenigde Arabische Emiraten
2e etappe Ronde van Spanje
Omloop der Kempen
1e en 3e etappe RideLondon Classique
Eind- en puntenklassement RideLondon Classique
Proloog, 1e, 2e en 3e etappe (deel A) Baloise Ladies Tour
Proloog en 4e etappe Simac Ladies Tour
2024
2e etappe Baloise Ladies Tour
1e en 2e etappe Ronde van Frankrijk
2025
1e etappe Baloise Ladies Tour

### Uitslagen in voornaamste wedstrijden
| Jaar | Gent-Wevelgem | Ronde van Vlaanderen | Parijs-Roubaix | Scheldeprijs | Classic Brugge-De Panne |
| ---- | ------------- | -------------------- | -------------- | ------------ | ----------------------- |
| 2020 | 85e           |                      |                |              | 27e                     |
| 2021 | opgave        |                      | buit.tijd      | 10e          | opgave                  |
| 2022 | 61e           | 87e                  | 85e            | 10e          | 53e                     |
| 2023 | opgave        |                      | 63e            | ↑            | 70e                     |
| 2024 | 4e            |                      | 90e            | ↑            | ↑                       |
| 2025 | ↑             |                      | 51e            | ↑            | 15e                     |

## Ploegen
- 2020 –  NXTG Racing
- 2021 –  NXTG Racing
- 2022 –  Team DSM
- 2023 –  Team dsm-firmenich[a]
- 2024 –  Team dsm-firmenich PostNL
- 2025 –  Team Picnic PostNL (tot 14 augustus)
- 2025 –  Fenix-Deceuninck (vanaf 15 augustus)

Barale · Curinier · Georgi · Jastrab · Kirchmann · Koch · Kool · Labous · Lippert · Mackaij · Peperkamp · Uijen · Wiebes
Barale · Ciabocco · Curinier · Georgi · Hengeveld · Jastrab · Koch · Kool · Labous · van der Meiden · Peperkamp · Plouffe · Rayer · Storrie · Uijen · Vinke
Bader (vanaf 16/7) · Barale · Barbieri · Ciabocco · Georgi · Hengeveld · Jastrab · Koch · Kool · Labous · van der Meiden (tot 30/7) · Nelson · Peperkamp · Plouffe · Rayer · Smith · Storrie · Uijen · Vinke
Bader · Barale · Barbieri · Cavalli · Ciabocco · Georgi · Heremans · Jastrab · Koch · Kool · Londoño · Nelson · Peperkamp · Roldan · Smith · Storrie · Uijen · Vinke
Alvarado · Casasola · Couzens · De Wilde · Kastelijn · Kuijpers · Perkins · Pieterse · Rooijakkers · Schrempf · Schweinberger · Truyen · van Alphen · van der Heijden · van Zuthem · Worst